# Stenus incanus
Stenus incanus – gatunek chrząszcza z rodziny kusakowatych i podrodziny myśliczków (Steninae).
Gatunek ten został opisany w 1839 roku przez Wilhelma Ferdinanda Erichsona.
Chrząszcz o dość smukłym, wyraźnie błyszczącym, biało owłosionym ciele długości od 2,5 do 3 mm. Przedplecze ma dłuższe niż szersze. Początkowe tergity odwłoka pozbawione są krótkich, podłużnych listewek pośrodku części nasadowych. Boczne krawędzie odwłoka są prawie równoległe. Krótkie tylne stopy są niewiele dłuższe niż połowa goleni.
Owad palearktyczny, znany z gór zachodniej i środkowej Europy, Rosji, Algierii, Tunezji, Turcji i Gruzji. W Alpach, Pirenejach i górach Francji częstszy, natomiast w Karpatach i Sudetach rzadszy. W Polsce znany z nielicznych stanowisk. Zasiedla pobrzeża i mielizny górskich potoków i rzek, gdzie przebywa pod kamieniami i napływkami. Niekiedy znoszony przez wezbrane wody na pogórza i niziny.